# Nikolaos Triantafyllakos

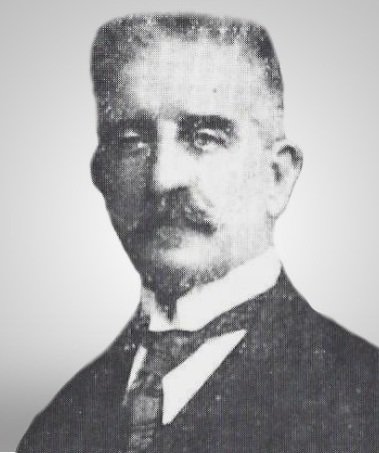
Nikolaos Triantafyllakos

Nikolaos Triantafyllakos (Grieks: Νικόλαος Τριανταφυλλάκος) (Tripolis, 28 augustus 1855 - 16 september 1939) was in 1922 premier van Griekenland.

## Levensloop
Nikolaos Triantafyllakos vertegenwoordigde in het Parlement van Griekenland het departement Arcadië. Nadat het Griekse leger in 1922 verslagen werd door de Turken in de Grieks-Turkse Oorlog  van 1919-1922, brak er politieke instabiliteit uit in Athene.
Op 8 september 1922 trad het kabinet van Petros Protopapadakis af. Koning Constantijn I belastte Nikolaos Kalogeropoulos met een formatieopdracht. Kalogeropoulos faalde in zijn opdracht en op 10 september werd Triantafyllakos, de voormalige commissaris van Griekenland in Istanboel, tot formateur benoemd. Met veel moeilijkheden kon hij dezelfde dag nog een regering vormen.
Rond dezelfde periode heerste er een grote ontevredenheid bij de Griekse bevolking. In september 1922 was er een grote militaire revolte die eiste dat de voormalige Griekse eerste ministers Dimitrios Gounaris en Nikolaos Stratos in de gevangenis gezet zouden worden en dat koning Constantijn zou aftreden. Er werd ook een revolutionair comité opgericht onder leiding van kolonel Stylianos Gonatas die naar Athene ging om de volgende eisen te stellen: de regering moet ontslag nemen, het parlement moet ontbonden worden en er moeten nieuwe verkiezingen georganiseerd worden en koning Constantijn moet aftreden ten voordele van zijn zoon kroonprins George. De revolutie verspreidde zich naar andere delen in Griekenland en koning Constantijn trad af. Triantafyllakos had geen andere keuze meer en trad op 29 september 1922 af als eerste minister. Dit betekende het einde van zijn politieke loopbaan. 
Nikolaos Triantafyllakos overleed in 1939.